# Rou-Marson
Rou-Marson település Franciaországban, Maine-et-Loire megyében. Lakosainak száma 644 fő (2022. január 1.). Rou-Marson Distré, Saumur, Les Ulmes és Verrie községekkel határos.

## Népesség
A település népessége az elmúlt években az alábbi módon változott:
| Lakosok száma | 423  | 554  | 643  | 700  | 681  | 670  | 664  | 652  | 649  | 644  |
|               | 1968 | 1982 | 1990 | 2006 | 2013 | 2015 | 2017 | 2019 | 2020 | 2022 |